# Ивановецкая сельская община
Ивановецкая сельская общи́на (укр.  Івановецька сільська громада) — территориальная община в Мукачевском районе Закарпатской области Украины.
Административный центр — село Ивановцы.
Население составляет 9 341 человек. Площадь — 96,8 км².

## Населённые пункты
В состав общины входит 13 сёл:
- Ивановцы
- Клячаново
- Старое Давыдково
- Бобовище
- Грибовцы
- Ильковцы
- Жуково
- Копыновцы
- Микуловцы
- Ростовятица
- Счастливое
- Лохово
- Череевцы